# Lophotavia
Lophotavia là một chi bướm đêm thuộc họ Erebidae.